# Assedio di Perpignano (1642)
L’assedio di Perpignano si svolse nell'ambito della Sollevazione della Catalogna.

## Storia
Le truppe di Luigi XIII di Francia assediarono Perpignano dal 4 novembre 1641. Il re personalmente presenziò all'assedio nella primavera del 1642, ma fece ritorno a Parigi dopo la conquista della città. Due tentativi spagnoli di riprendere la città fallirono: uno via mare (noto col nome di battaglia di Montmeló) il 28 marzo e l'altro via mare (battaglia di Barcellona) nel luglio di quello stesso anno. Il governatore, Antonio de Zúñiga y de la Cueva, marchese di Flores Dávila, venne costretto alla resa della città il 9 settembre 1642 per via delle gravi perdite subite dalla città e per la caduta di Cotlliure. La città venne occupata dalle truppe francesi supportate dai ribelli catalani.

## Conseguenze
Dopo la caduta di Perpignano, la fortezza di Salses rimase completamente isolata senza alcuna speranza di essere ripresa, e pertanto si arrese. L'intera regione del Rossiglione cadde nelle mani dei francesi e rimase tale sino ad oggi in virtù del Trattato dei Pirenei del 1659.